# Уинклер (округ)
Уинклер (англ. Winkler County) — округ, расположен в США, штате Техас. На 2000 год численность населения составляла 7173 человек. По оценке бюро переписи населения США в 2009 году население округа составляло 6772 человек. Окружным центром является город Кермит.

## История
Округ Уинклер был сформирован в 1887 году.

## География
По данными Бюро переписи населения США площадь округа Уинклер составляет 2178 км².

### Основные шоссе
- Автострада 18
- Автострада 115
- Автострада 302

### Соседние округа
- Андрус (северо-восток)
- Эктор (восток)
- Уорд (юг)
- Ловинг (запад)
- Ли, Нью-Мексико (северо-запад)

## Демография
По данным переписи населения 2000 года в округе проживало 7173 жителей. Среди них 29,5 % составляли дети до 18 лет, 12,8 % люди возрастом более 65 лет. 50,3 % населения составляли женщины.
Национальный состав был следующим: 95,9 % белых, 2,6 % афроамериканцев, 0,7 % представителей коренных народов, 0,3 % азиатов, 52,7 % латиноамериканцев. 0,5 % населения являлись представителями двух или более рас.
Средний доход на душу населения в округе составлял $13725. 14,5 % населения имело доход ниже прожиточного минимума. Средний доход на домохозяйство составлял $45917.
Также 60,3 % взрослого населения имело законченное среднее образование, а 10,5 % имело высшее образование.